# Greco (Familienname)
Greco bzw. Gréco ist ein italienischer Familienname.

## Namensträger

### Künstlername
- Chris El Greco (* 2000; Christos Petkidis), griechischer DJ und Musikproduzent
- El Greco (Domínikos Theotokópoulos; um 1541–1614), spanischer Maler, Bildhauer und Architekt
- Il Greco (um 1518–1572), griechischer Komponist, siehe Francesco Londariti

### Familienname
- Anthony Greco (* 1993), US-amerikanischer Eishockeyspieler
- Antonio Greco (1923–?), bolivianischer Fußballspieler
- Buddy Greco (1926–2017), US-amerikanischer Musiker, Sänger und Songschreiber
- Carmelo Greco, italienischer Koch
- Charles Pasquale Greco (1894–1987), US-amerikanischer Bischof
- Daniele Greco (* 1989), italienischer Leichtathlet
- Demetrio Greco (* 1979), italienischer Fußballtorhüter
- Emanuele Greco (* 1945), italienischer Klassischer Archäologe
- Emidio Greco (1938–2012), italienischer Filmschaffender
- Emilio Greco (1913–1995), italienischer Künstler
- Franco Carmelo Greco (1942–1998), italienischer Romanist, Italianist und Theaterwissenschaftler
- Gaetano Greco (um 1657–1728), italienischer Barock-Komponist
- Gioachino Greco (um 1600–1634), italienischer Schachmeister
- Giovanni Greco (* 1990), italienischer Badmintonspieler
- Giuseppe Greco (Mafioso, 1894) (1894–nach 1946), italienischer Mafioso
- Giuseppe Greco (Regisseur) (1952–2011), italienischer Regisseur
- Giuseppe Greco (Mafioso, 1952) (1952–1985), italienischer Auftragsmörder
- Giuseppe Greco (Fußballspieler, 1958) (* 1958), italienischer Fußballspieler
- Giuseppe Greco (Fußballspieler, 1983) (* 1983), italienischer Fußballspieler
- John Greco (Philosoph) (* 1961), US-amerikanische Philosoph
- John Greco (Footballspieler) (* 1985), US-amerikanischer American-Football-Spieler
- José Greco (1918–2000), italienischer Flamencotänzer und Choreograf
- Juliette Gréco (1927–2020), französische Chansonsängerin und Schauspielerin
- Juliette Greco (Schauspielerin) (* 1981), deutsche Schauspielerin
- Kasia Greco (* 1971), österreichische Politikerin (ÖVP)
- Leandro Greco (* 1986), italienischer Fußballspieler
- Luís Greco (* 1978), brasilianisch-deutscher Rechtswissenschaftler
- Marco Greco (* 1963), brasilianischer Automobilrennfahrer
- Mario Greco (* 1959), italienischer Versicherungsmanager
- Michele Greco (1924–2008), italienischer Mafioso
- Pavel Greco (* 1973), italienischer Schauspieler
- Riccardo Greco (* 1987), deutscher Musicaldarsteller
- Salvatore Greco (Mafioso, 1923) (1923–1978), italienischer Mafioso
- Salvatore Greco (Mafioso, 1924) (1924–nach 1963), italienischer Mafioso
- Salvatore Greco (Mafioso, 1927) (1927–1999), italienischer Mafioso
- Salvatore Greco (Schauspieler) (* 1980), Schweizer Schauspieler
- Stephanie Greco (* 1979), US-amerikanische Schauspielerin
- Vicente Greco (1888–1924), argentinischer Bandoneonist, Bandleader und Tangokomponist